# Nagi Kawatani
Nagi Kawatani (japanisch 川谷 凪 Kawatani Nagi; * 6. Juli 2003 in Ibaraki, Präfektur Osaka) ist ein japanischer Fußballspieler.

## Karriere
Nagi Kawatani erlernte das Fußballspielen in den Jugendmannschaften des TSK Awao SC und des Senrioka FC sowie in der Schulmannschaft der Shizuoka Gakuen High School. Seinen ersten Vertrag unterschrieb er am 1. Februar 2022 in Shimizu beim Erstligisten Shimizu S-Pulse. Am 1. August 2022 wechselte er auf Leihbasis zum Drittligisten Iwaki FC. Sein Drittligadebüt für den Verein aus Iwaki gab Nagi Kawatani am 13. August 2022 (20. Spieltag) im Auswärtsspiel gegen Vanraure Hachinohe. Hier wurde er beim 5:0-Erfolg in der 76. Minute für Daiki Yamaguchi eingewechselt. Am Ende der Saison feierte er mit Iwaki die Meisterschaft und den Aufstieg in die zweite Liga. Nach dem Aufstieg lieh ihn der Zweitligist Fagiano Okayama für die Saison 2023 aus. Hier bestritt er ein Ligaspiel. Nach der Ausleihe kehrte er zu S-Pulse zurück. Am Ende der Saison 2024 feierte er die Meisterschaft und stieg in die erste Liga auf.

## Erfolge
Iwaki FC
- Japanischer Drittligameister: 2022  ▲

Shimizu S-Pulse
- Japanischer Zweitligameister: 2024  ▲